# John Lindberg Trio
John Lindberg Trio är en svensk pop- och rockgrupp med starka influenser av rockabilly, bildad 2004. Det består av John Lindberg på sång och gitarr, Nathanael Marcusson på bas och Olle Tjern på trummor. Bandet bildades av John Lindberg, Joakim Dunker och Patrik Backlund som spelade bas. Martin Engström spelade bas 2006-2015. Bandet är numera känt som John Lindberg Trio eller "JLT". Bandet har gett ut nio album och en singel och skriver merparten av musiken själva. Musiken är en blandning av rockabilly, country och rock'n roll. Bandet inspireras av rockikoner som Elvis Presley och Chuck Berry, men tar även influenser från äldre rythm'n blues artister.

## Diskografi

### Album
- 2006 - John Lindberg Rockabilly Trio
- 2007 - Win or Lose
- 2009 - Brand New Philosophy
- 2011 - Made for Rock N Roll
- 2012 - Hell of A Ride
- 2012 - Rock This Christmas (julskiva)
- 2014 - DiG iT!
- 2017 - Straight from the Heart
- 2023 - Are You For Real?

### Singlar
- 2006 - Christmas Special
- 2009 - Brand New Philosophy
- 2009 - Wanted Man
- 2009 - I'm on Fire
- 2011 - Why Don't You Dance
- 2011 - Bye Bye Love
- 2011 - Runaway Train
- 2012 - A Kiss Like This
- 2012 - Let Your Loss Be Your Lesson (feat. Louise Hoffsten)
- 2012 - Blue Christmas
- 2013 - A Good Thing Coming
- 2014 - Merry Christmas (I've Been Waiting So Long)
- 2017 - This Is What You Get